# Калье-є Ковкабіє
Калье-є Ковкабіє (перс. قلعه كوكبيه) — село в Ірані, у дегестані Поль-е Доаб, у бахші Заліян, шагрестані Шазанд остану Марказі. За даними перепису 2006 року, його населення становило 0 осіб.

## Клімат
Середня річна температура становить 12,14 °C, середня максимальна – 30,24 °C, а середня мінімальна – -8,70 °C. Середня річна кількість опадів – 290 мм.
| Клімат поселення                              | Клімат поселення | Клімат поселення | Клімат поселення | Клімат поселення | Клімат поселення | Клімат поселення | Клімат поселення | Клімат поселення | Клімат поселення | Клімат поселення | Клімат поселення | Клімат поселення | Клімат поселення |
| Показник                                      | Січ.             | Лют.             | Бер.             | Квіт.            | Трав.            | Черв.            | Лип.             | Серп.            | Вер.             | Жовт.            | Лист.            | Груд.            |                  |
| Середній максимум, °C                         | 7,78             | 9,70             | 13,83            | 18,90            | 23,89            | 28,87            | 30,24            | 29,90            | 25,61            | 20,04            | 13,90            | 8,21             |                  |
| Середня температура, °C                       | −0,46            | 1,46             | 5,58             | 10,66            | 15,66            | 20,62            | 24,28            | 23,96            | 19,65            | 14,09            | 7,96             | 2,28             |                  |
| Середній мінімум, °C                          | −8,7             | −6,77            | −2,64            | 2,42             | 7,41             | 12,38            | 18,34            | 18,00            | 13,70            | 8,13             | 2,00             | −3,68            |                  |
| Норма опадів, мм                              | 44               | 40               | 52               | 37               | 30               | 5                | 1                | 1                | 0                | 8                | 29               | 43               |                  |
| Середньомісячна швидкість вітру, м/с          | 2.13             | 2.47             | 3.16             | 3.19             | 2.94             | 2.55             | 2.52             | 2.57             | 2.35             | 2.20             | 1.71             | 2.05             |                  |
| Середньомісячна сонячна радіація, кДж/м²·день | 9173             | 12485            | 14928            | 18244            | 22206            | 26874            | 25792            | 24073            | 21300            | 15756            | 10908            | 8897             |                  |
| --------------------------------------------- | ---------------- | ---------------- | ---------------- | ---------------- | ---------------- | ---------------- | ---------------- | ---------------- | ---------------- | ---------------- | ---------------- | ---------------- | ---------------- |
| Джерело:                                      |                  |                  |                  |                  |                  |                  |                  |                  |                  |                  |                  |                  |                  |